# Sissoi Weliki (Schiff, 1896)
Die Sissoi Weliki (russisch Сисой Великий, auch Sissoy Weliki transkribiert) war das zweite Linienschiff der Kaiserlich Russischen Marine mit der „Einheitsbewaffnung“ von einem schweren Geschützpaar vorn und hinten. Der Bau des Schiffes begann 1891 auf der Neuen Admiralitätswerft in Sankt Petersburg und im Oktober 1896 kam das Schiff wegen der Krisenlage im Mittelmeer in den Dienst der Flotte. Während des Boxeraufstandes in China war sie Teil der dort eingesetzten russischen Einheiten.
1904 wurde die 1902 zurückgekehrte Sissoi Weliki mit den Schiffen der Baltischen Flotte erneut nach Ostasien entsandt. In der Seeschlacht bei Tsushima wurde sie in Brand geschossen und erhielt einen Torpedotreffer. Am Morgen nach der Schlacht kapitulierte sie nahe Tsushima sinkend vor japanischen Hilfsschiffen. Nach einem vergeblichen Abschleppversuch der Japaner, ließen diese das Schiff unter russischer Flagge sinken.

Während der Schlacht hatte es an Bord 59 Tote und 66 Verletzte gegeben. Von den 613 Gefangenen, darunter etwa 30 Schwerverwundete, die von den Japanern gerettet wurden, erlagen mindestens fünf an den Folgetagen ihren erlittenen Verwundungen.

## Baugeschichte
Das Linienschiff Sissoi Weliki der Kaiserlich Russischen Marine war das fünfte Linienschiff des Flottenbauplans von 1881 für die Baltische Flotte in der Ostsee. Nach der Nawarin war sie das zweite russische Linienschiff mit der „Einheitsbewaffnung“ von einem schweren Geschützpaar vorn und hinten. Sie blieb in der russischen Flotte ein Einzelschiff.

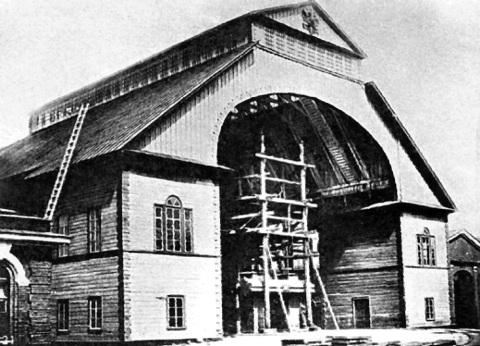
Bau der Sissoi Weliki bei der Neuen Admiralitätswerft

Die Kiellegung des neuen Schiffes Gangut No. 2 erfolgte am 7. August 1891 in einer Holzhalle der Neuen Admiralitätswerft. Am 3. Januar 1892 wurde der Neubau Sissoi Weliki nach dem Heiligen Sisoë, dem Großen († 429), der Orthodoxen Kirche benannt. Damit sollte an die Schlacht bei der Insel Hogland gegen die Schweden am 6. Juli 1788 erinnert werden, dem Tag dieses Heiligen im Orthodoxen Kirchenkalender.
Die Bauzeit der Sissoi Weliki in Sankt Petersburg war gekennzeichnet durch eine Überlastung der Werften und einem Mangel an Fachpersonal, da gleichzeitig fünf Linienschiffe und etliche Torpedoboote gebaut wurden. Dazu kamen ständige Wechsel der Planung und ein Anwachsen der Schiffsgröße. Die industriellen Rahmenbedingungen in der Stadt waren dem Bauprogramm der Flotte nicht gewachsen. Am 2. Juni 1894 erfolgte der Stapellauf während einer Flottenbesichtigung durch den Zaren Nikolaus II.

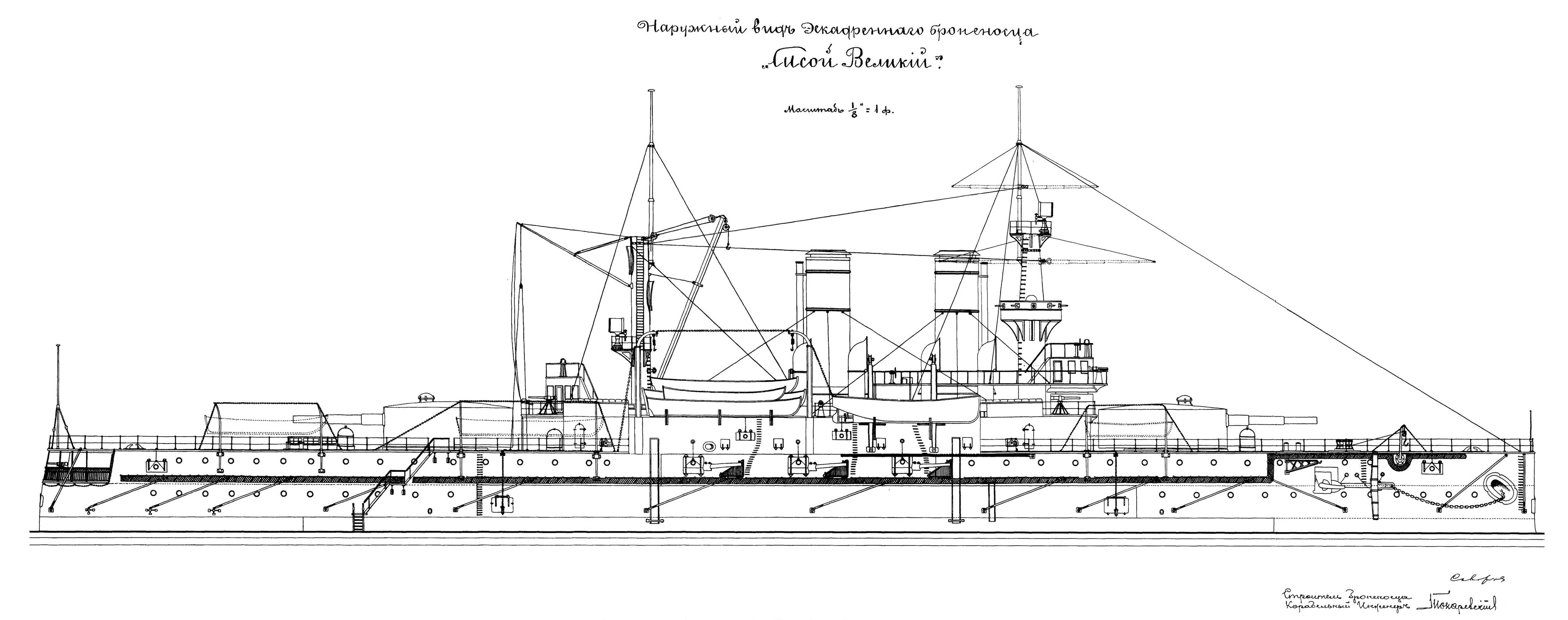
Seitenriss der Sissoi Weliki

Die Hauptbewaffnung bestand aus vier 305-mm-L/35-Kanonen, die von den Obuchow-Werken in St. Petersburg hergestellt wurden, in zwei Türmen mit 300-mm-Seitenpanzerung und 65-mm-Dächern, nachdem lange Babetten mit Panzerhauben favorisiert worden waren. Daneben waren sechs 152-mm-L/45-Canet-Kanonen Modell 1892 vom selben Hersteller (Lizenznehmer) als Mittelartillerie in Kasematten aufgestellt, obwohl lange dessen ältere 152-mm-L/35-Kanonen Modell 1877 vorgesehen waren und man zeitweise die Installieren leichterer und modernerer Schnellfeuergeschütze der Firma Armstrong erwog. Die späte Entscheidung für die Canet-Kanonen hatte zur Folge, dass nachträglich im Dezember 1895 neue Aufzüge für die Mittelartillerie eingebaut werden mussten, da die eingebauten für die Geschosse zu klein waren. Die Torpedobootsabwehr bestand aus zwölf 47-mm- und zehn 37-mm-Hotchkiss-Geschützen, die in französischer Lizenz in Russland hergestellt worden waren. Dazu erhielt das Linienschiff noch sechs 38-cm-Torpedorohre im Bug, Heck und je zwei pro Seite und die für Schiffe dieser Größe üblichen zwei 63-mm-Landungsgeschütze Typ Baranowski.
Den Antrieb besorgten zwei von der Baltischen Werft 1895 zugelieferte Dreifach-Expansions-Dampfmaschinen, die von zwölf Dampfkesseln versorgt wurden und im Frühjahr 1896 erstmals getestet wurden. Die Indienststellung der Sissoi Weliki war für September 1896 geplant. Im August fehlten die Rudermaschine, Wasserpumpen, die Belüftung und ein Turm oder arbeiteten nicht einwandfrei. Schließlich wurde die für das Linienschiff Poltawa vorgesehene Rudermaschine eingebaut und das Schiff am 6. Oktober 1896 für Seetests abgeliefert. Am 18. Oktober bewältigte es einen Fünf-Stunden-Test, bei dem durchschnittlich 15,65 Knoten und 8.635 PSi erreicht wurden. Es erfolgte die Übernahme des Schiffes durch die Flotte trotz erkannter Mängel, da es dringend im Mittelmeer benötigt wurde.

## Einsatzgeschichte
Die Sissoi Weliki kam im Oktober 1896 trotz etlicher Mängel in den Dienst der Flotte. Sie wurde sofort in das Mittelmeer geschickt, im an der internationalen Blockade Kretas teilzunehmen, die nach dortigen Aufständen 1896 errichtet worden war und an der Einheiten Großbritanniens, Frankreichs, Russlands und Italiens teilnahmen. Die Jungfernfahrt zeigte weitere Mängel des neuen Schiffes. So kaufte der Kapitän im ersten angelaufenen Hafen auf eigene Kosten elektrische Ventilatoren für das Steuerhaus wegen dessen unzureichender Belüftung. Die Kupferringe für die Dichtungen der Bullaugen waren in Kronstadt bei Abreise nicht auffindbar und wurden später nachgeschickt. Die elektrische Versorgung brach schon vor Gibraltar erstmals zusammen. Als die Sissoi Weliki am 27. Dezember 1896 Algier erreichte, plante der Kommandant einen Aufenthalt von 20 Tagen, um notwendige Reparaturen an seinem Schiff, das Wasser machte, durchführen zu lassen. Fünf Tage später wurde er telegrafisch angewiesen, nach Piräus weiterzulaufen.

### Einsatz im Mittelmeer
Nach der Landung regulärer griechischer Truppen auf Kreta am 15. Februar 1897 begann der Griechisch-Türkische Krieg und die Schutzmächte verstärkten ihre Blockade, um eine Ausweitung des Krieges zu verhindern.

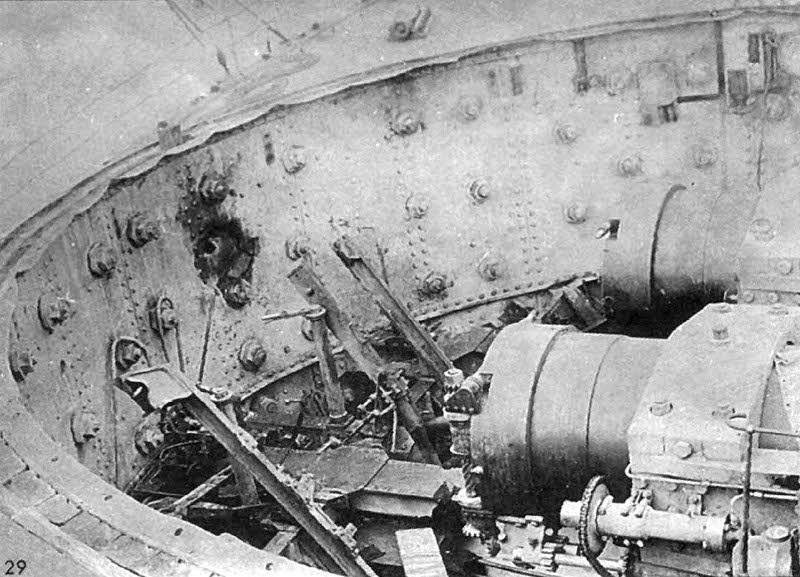
Schaden am hinteren Turm im März 1897

Noch im Februar verlegte die Sissoi Weliki zur Nawarin vor Kreta. Ende des Monats führte sie ihre ersten Übungen mit scharfer Munition zehn Meilen vor der Souda-Bucht nahe Chania durch. Die zweite Übung am 17. März endete mit einem Desaster. Nach einer Stunde Training explodierte der hintere Geschützturm, wobei 16 Mann sofort getötet wurden. Sechs Verwundete starben in den nächsten Tagen. Die Explosion sprengte das Dach des Turmes ab, das gegen die hintere Brücke geworfen wurde und weitere Schäden verursachte. Das Schiff ging nach Toulon zur Reparatur.
Die Untersuchung ergab mechanische und organisatorische Mängel, die zu einem Schuss bei nicht richtig geschlossenem Verschluss geführt hatte. Als Folge wurden mechanische Sicherungen entwickelt, um Abschüsse mit nicht geschlossenem Verschluss zu verhindern. Die notwendigen Reparaturaufträge erhielt die französische Werft Société Nouvelle des Forges et Chantiers de la Méditerranée, die etliche weitere Mängel des Schiffes an Panzerung, Decks und Schotten entdeckte, aber keinen Auftrag zu deren Beseitigung erhielt. Sie waren zum Teil bis zum Untergang des Schiffes 1905 vorhanden.

### Erster Einsatz in Ostasien 1898–1901
Im Dezember 1897 beschloss die russische Regierung, Linienschiffe in den Fernen Osten zu entsenden. Dorthin sollten die schon im Mittelmeer befindlichen Nawarin und Sissoi Weliki, die nach neunmonatigem Werftaufenthalt im Dezember aus Toulon die Reise nach Ostasien antrat, verlegen, ehe Neubauten folgen sollten. Gleichzeitig wurden der fast neue Panzerkreuzer Rossija und der alte Kreuzer Wladimir Monomach aus der Ostsee nach Ostasien entsandt. Sissoi Weliki wurden zu Beginn von dem britischen Linienschiff Victorious beschattet, die vor Port Said auf Grund lief und die Verfolgung aufgab, während das russische Schiff mit Hilfe vieler Schlepper den flachen Eingang des Sueskanals passierte.
Am 29. Januar 1898 wurde die Sissoi Weliki von der später in Griechenland gestarteten Nawarin im Indischen Ozean eingeholt. In Colombo pausierten die russischen Linienschiffe fünf Tage und setzen die Reise mit den Kreuzern (Deutschland und Gefion) der im Ausmarsch nach Ostasien befindlichen 2. Division des deutschen Kreuzergeschwaders unter Prinz Heinrich von Preußen, dem Bruder des Kaisers, am 3. Februar bis zur Straße von Malakka fort, wo die Russen Penang anliefen, während die Deutschen nach Singapur gingen. Nach der Kohlenübernahme liefen die russischen Schiffe am 15. über Singapur (17.) weiter nach Hongkong. Sie trafen dabei am 20. Februar kurz mit dem auf dem Marsch in die Heimat befindlichen Panzerkreuzer Admiral Nachimow zusammen.
Nach wenigen Tagen Aufenthalt dort gingen die Nawarin und Sissoi Weliki nach Port Arthur, das am 16. März erreicht wurde. Der neue Stützpunkt bot allerdings für die Versorgung des pazifischen Geschwaders unter Admiral Fjodor Dubassow keine ausreichenden Bedingungen. Dazu waren die Schiffe auf Wladiwostok und das japanische Nagasaki angewiesen.

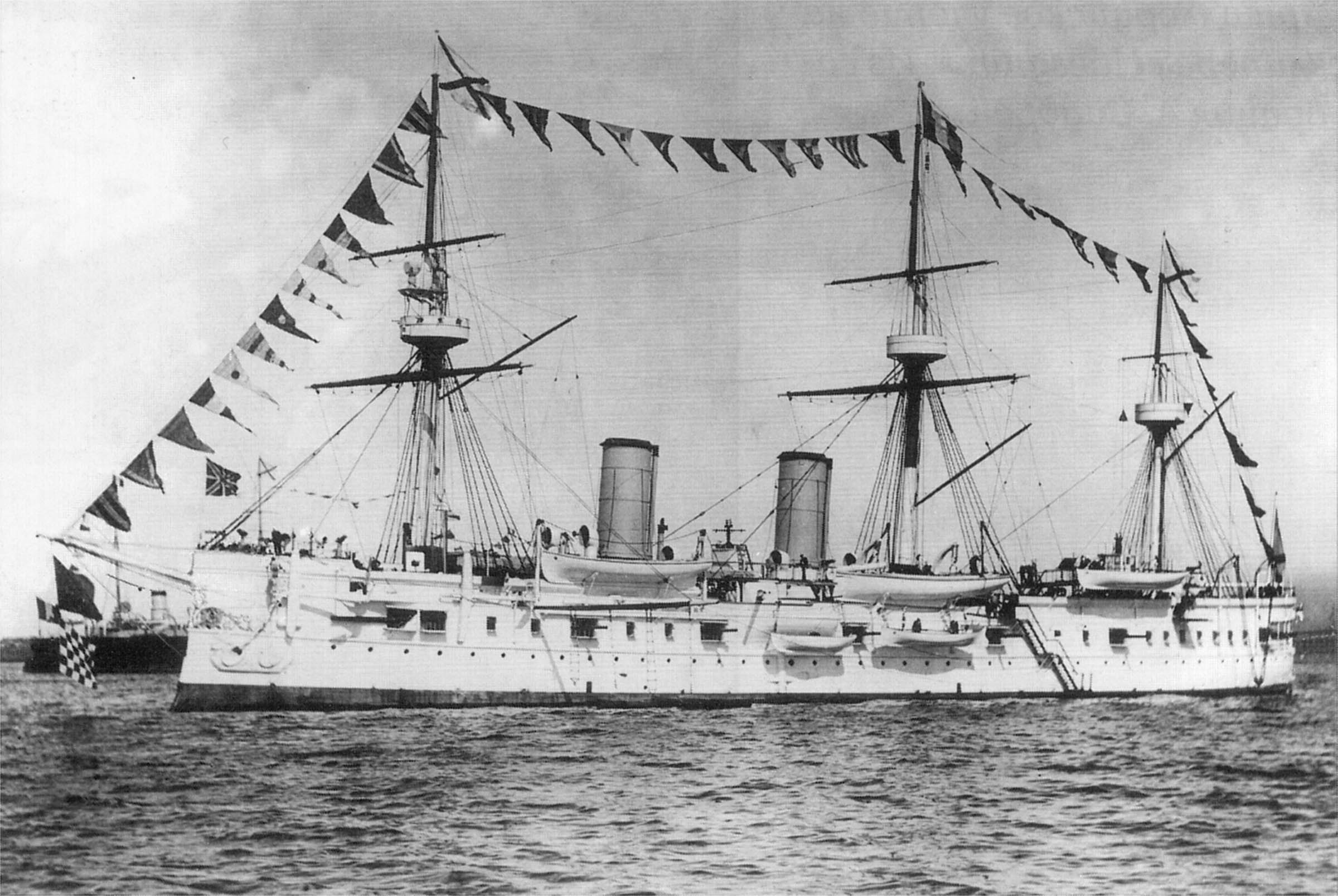
Die zeitgleich in Ostasien eingesetzte Dmitri Donskoi

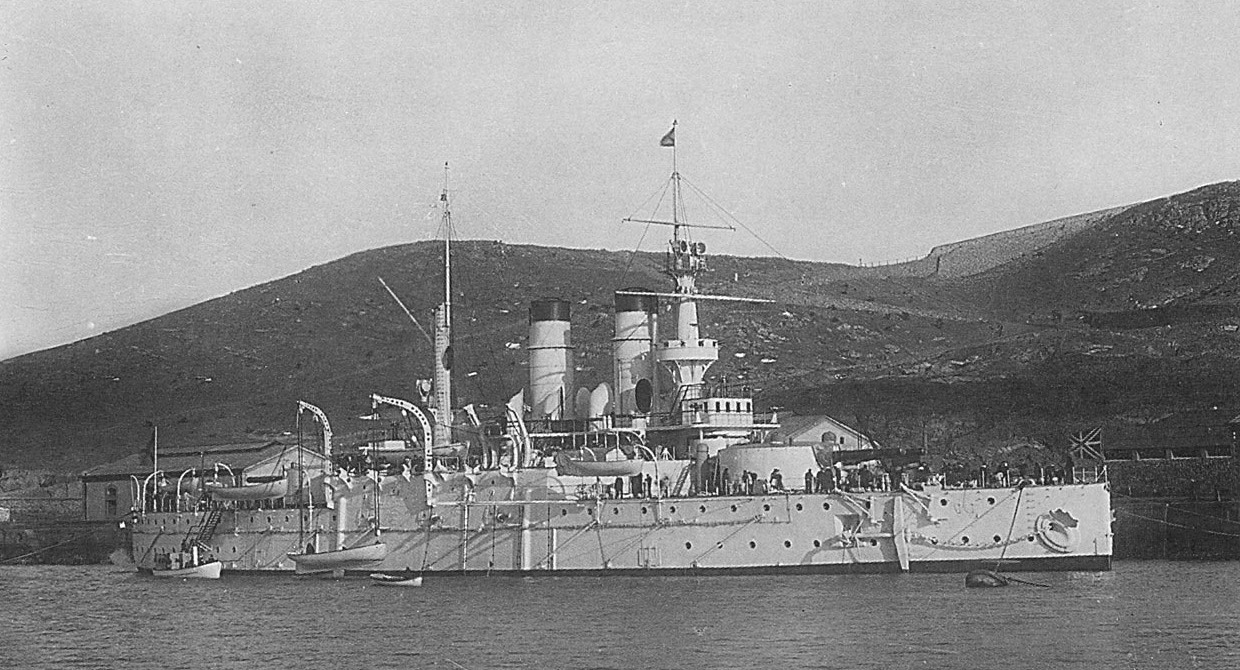
Sissoi Weliki in Port Arthur

Schon im Sommer 1898 musste die Sissoi Weliki nach Nagasaki wegen dringender Reparaturen und sie verblieb dann 1898 und 1899 in ihrer neuen Basis Wladiwostok. Im April 1900 konzentrierte sich das russische Geschwader zu Beginn des Boxeraufstandes in Port Arthur, um große Landungsübungen durchzuführen. Anders als beabsichtigt führten diese zu einer Verstärkung der Unruhen in China, da nun noch mehr Chinesen von der kaiserlichen Regierung eine Vorgehen gegen die Ausländer forderten. Am 28. Mai 1900 entsandte Admiral Alexejew, Gouverneur der russischen Fernost-Provinz, das Pazifische Geschwader von Port Arthur zu den Taku-Forts vor Tientsin. Sissoi Weliki, die Petropawlowsk und der Panzerkreuzer Dmitri Donskoi blockierten mit einer Vielzahl weiterer europäischer Kriegsschiffe die Mündung des Hai He, früher Pei Ho, und kleinere Kanonenboote gingen weiter flussaufwärts und sicherten die Landung von Infanterieeinheiten ab dem 29. Mai. Dies veranlasste die Boxer, die Gesandtschaften in Peking zu belagern. Alle Botschaften forderten Schutztruppen an und die Russen entsandten sofort eine Kompanie von den Linienschiffen Sissoi Weliki und Nawarin nach Peking.
Diese erreichte die Hauptstadt noch ohne Widerstand und es schien, als könnten die europäischen Truppen leicht das Gesandtschaftsviertel gegen die unorganisierten Protestler verteidigen. Am 3. Juni erhielten die Aufständischen erste Verstärkungen durch die reguläre chinesische Armee und am Nachmittag des 19. Juni begann ein massiver Angriff auf alle diplomatischen Vertretungen, nachdem die internationalen Truppen am 17. die Taku-Forts gestürmt hatten. In den kommenden Wochen brannten die Chinesen die Österreichische, die Niederländische und die Italienische Vertretung nieder. Die russischen Seeleute verteidigten das Viertel zusammen mit amerikanischen und französischen Marinesoldaten sieben Wochen bis zum Eintreffen von Verstärkungen am 5. August. Drei Matrosen der Sissoi Weliki fielen und einer erkrankte tödlich; zwölf weitere wurden verletzt.

Da inzwischen die Linienschiffe der Petropawlowsk-Klasse nach Ostasien verlegt hatte und weitere Neubauten dorthin verlegt werden sollten und die mechanischen Probleme der Sissoi Weliki vor Ort nicht repariert werden konnten, verließ sie im Dezember 1901 Port Arthur über Nagasaki, Hongkong und Suez.
Die Reise wurde wieder zusammen mit der Nawarin durchgeführt. Gleichzeitig wurden die alten Kreuzer Wladimir Monomach und Dmitri Donskoi aus Ostasien abgezogen.
Im Mai 1902 nahmen die heimgekehrten Linienschiffe an einer Flottenparade anlässlich des Staatsbesuchs der französischen Präsidenten Émile Loubet teil. Im Juni ging die Sissoi Weliki dann in das Trockendock in Kronstadt. Eine eingehende Untersuchung der beiden aus Ostasien heimgekehrten alten Linienschiffe im Winter 1902/1903 ergab einen erheblichen Nachrüstungsbedarf. Die vorhandenen Mittel wurden aber vor allem zur Fertigstellung der Linienschiffe der Borodino-Klasse und neuer Kreuzer benötigt. Die Reparaturen an der Sissoi Weliki gingen daher nur langsam voran. Ihre Artillerie, die Kessel und das Belüftungssystem wurden gründlich erneuert.

### Einsatz und Verlust im Russisch-Japanischen Krieg

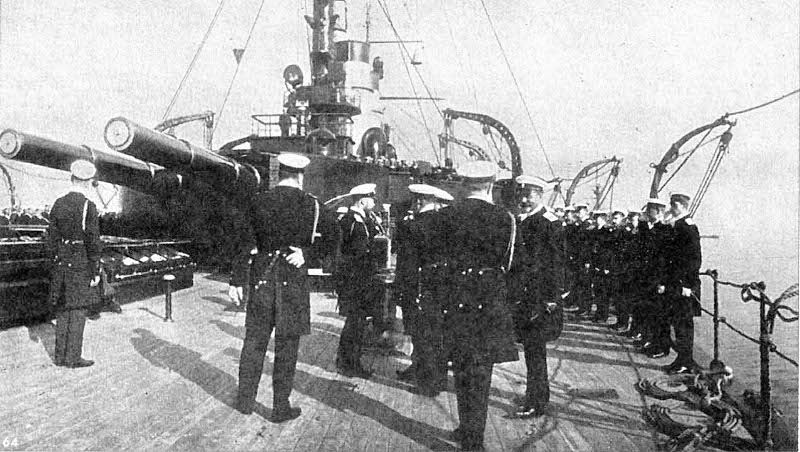
Nikolaus II. auf der Sissoi Weliki vor der erneuten Abreise nach Ostasien

Der Russisch-Japanische Krieg begann mit dem Angriff der Japaner auf das pazifische Geschwader Russlands in Port Arthur am 10. Februar 1904. Schon im März wurde die Sissoi Weliki dem 2. Pazifikgeschwader zugeteilt, das unter Admiral Sinowi Petrowitsch Roschestwenski nach Fernost marschieren sollte. Eine Beschleunigung der Reparaturen an der Sissoi Weliki und die beschleunigte Fertigstellung neuer Schiffe wurde vom Marineministerium aber erst nach dem Verlust der Petropawlowsk am 13. April veranlasst. Der neue Gouverneur von Kronstadt, Admiral Birilew, soll dies vor allem durch Streichung aus seiner Sicht unnötiger Arbeiten erreicht haben. Das alte Linienschiff erhielt neue Entfernungsmesser, Scheinwerfer und leichte Waffen, aber am schlechten Zustand ihrer Decks und Schotten wurde nichts verändert. Ihr Kommandant, Manuil Oserow, äußerte Bedenken an ihrer Stabilität. Birilew soll mindestens drei seiner Berichte unterdrückt und auf die erwiesene Seefähigkeit der Sissoi Weliki hingewiesen haben.
Am 13. August 1904 verlegte das 2. Pazifikgeschwader von Sankt Petersburg nach Reval man sich einen Monat lang auf eine Besichtigung der Flotte durch Zar Nikolaus II. vorbereitete, der jedes Linienschiff besuchte. Am 14. Oktober verließ das Geschwader dann Libau als letzten russischen Hafen und marschierte bis Tanger. Sissoi Weliki bildete mit der Osljabja als Flaggschiff, der Nawarin und dem alten Panzerkreuzer Admiral Nachimow die 2. Division des ausmarschierenden Geschwaders. In Tanger teilte Roschestwenski sein Geschwader. Die Linienschiffe sollten weiter um das Kap der Guten Hoffnung marschieren, während die Kreuzer und Transporter sich mit Einheiten der Schwarzmeerflotte in der Sudabucht treffen sollten und dann den kürzeren Weg durch den Sueskanal nehmen sollten.
Im letzten Moment entschied er sich, auch die beiden ältesten Linienschiffe Sissoi Weliki und Nawarin unter Dmitri Gustawowitsch von Fölkersahm durch das Mittelmeer zum Treffpunkt in Nosy Be, Madagaskar, zu schicken. Am 2. Oktober trennte sich das Geschwader; Fölkersahm stieg auf Sissoi Weliki um und lief mit Nawarin, Swetlana, Schemtschug, Almas und etlichen Hilfsschiffen durch das Mittelmeer.
Vor Madagaskar blieb Roschestwenski zwei Monate, um die Artillerieleistungen zu verbessern. Dabei zeigte sich, dass die alten Schiffe besser eingeübt waren als die neuen Linienschiffe der Borodino-Klasse.
Der Weitermarsch von Madagaskar nach Cam Ranh Bay, Französisch-Indochina, dauerte 28 Tage und im Durchschnitt lief das Geschwader nur sieben Knoten. Die Sissoi Weliki hatte mechanische Probleme und verlangsamte den Marsch des Geschwaders. In weniger als einem Monat fielen die neuen Wasserrohrkessel zwölfmal, die Rudermaschine mindestens viermal aus.
Am 14. Mai begann das russische Geschwader unter Admiral Sinowi Petrowitsch Roschestwenski den Marsch nach Wladiwostok und plante, durch die Koreastrasse zu marschieren. Die Japaner vermuteten dieses Vorhaben und hatten ihre Flotte in Pusan stationiert.
Am Morgen des 27. Mai entdeckten die Russen im dichten Nebel den japanischen Kreuzer Izumi, der das anmarschierende Geschwader beobachtete, das seinen Marsch in die Meerenge von Tsushima fortsetzte. Nach dem Mittag griff die schon in der Nacht durch ein Hilfsschiff alarmierte japanische Flotte unter Admiral Tōgō an, die ihre Feuer auf die voranlaufenden Linienschiffe der Borodino-Klasse konzentrierte. Sissoi Weliki marschierte in der linken Reihe hinter dem Flaggschiff der 2. Division Osljabja. Um 13:39 Uhr eröffnete sie zeitgleich mit dem Flaggschiff Knjas Suworow das Feuer und beschoss erst die Panzerkreuzer Kasuga und Nisshin am Ende der 1. japanischen Division und dann den Panzerkreuzer Iwate, den sie mit einer 305-mm-Geschoss traf.
Um 14:40 Uhr explodierte ein schweres Geschoss vor dem Bug der Sissoi Weliki und beschädigte das Torpedorohr im Bug. Es folgten zwei Treffer nahe der Wasserlinie, die zur Flutung der vorderen Abteilungen führten. Dazu kamen weitere Treffer, die die Hydraulik des Bugturms zerstörten, die Kasematten in Brand setzten und die Entzündung des Magazins der Mittelartillerie befürchten ließen, so dass dies aus Sicherheitsgründen geflutet werden musste.
Gegen 15:40 Uhr verließ die brennende Sissoi Weliki die Schlachtlinie. Nach der Löschung der Brände versuchte sie wieder Anschluss an die Schlachtschiffe zu bekommen und lief nach Einstellung des Artilleriegefechtes durch die japanische Schlachtflotte mit erheblicher Schlagseite durch die vielen unter Wasser stehenden Abteilungen hinter der Nawarin nach Norden. Als das Gefecht durch die Panzerkreuzer des Admirals Kamimura wieder aufgenommen wurde, erlitt sie keine Treffer. Allerdings war sie nicht in der Lage, die Geschwindigkeit des Flaggschiffes des neuen Befehlshabers Nebogatow, Imperator Nikolai I, zu halten und fiel mit Nawarin und Admiral Uschakow zurück.
Bei den folgenden Angriffen japanischer Zerstörer überstand das alte Linienschiff die beiden ersten Wellen (19:45 Uhr, 22:30 Uhr), erhielt aber gegen 23:15 Uhr beim dritten Angriff einen Torpedotreffer im Heck, der die schon unzuverlässige Rudermaschine endgültig außer Gefecht setzte und auch die Schrauben beschädigte.

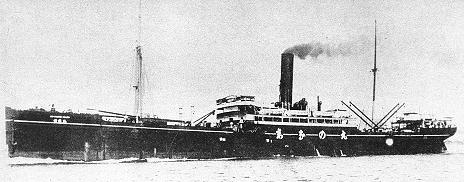
Die Shinano Maru

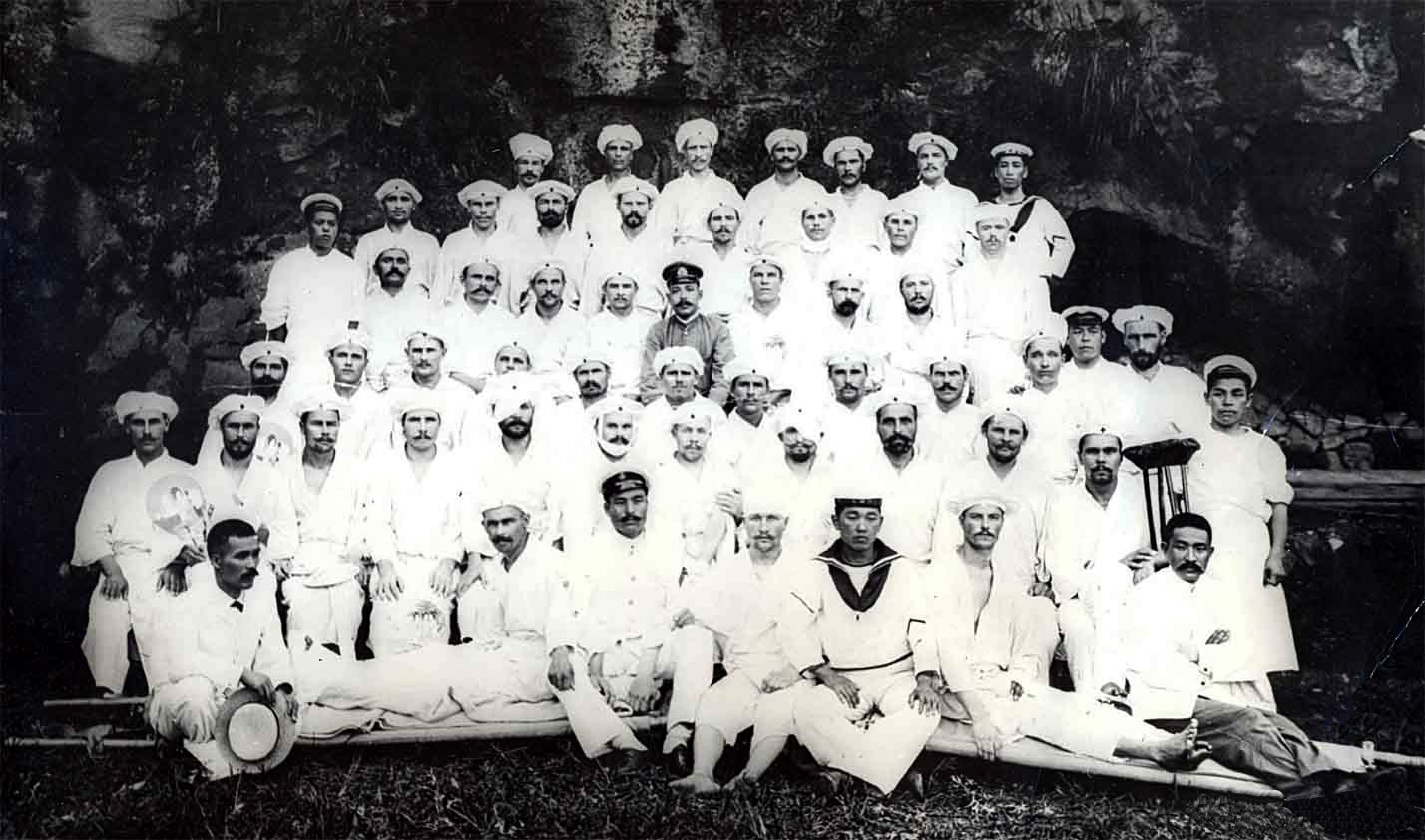
Überlebende der Sissoi Weliki im Marinehospital Sasebo

Mit den Maschinen steuernd setzte die Sissoi Weliki ihre Flucht vom Schlachtfeld fort, bis um 3:15 Uhr der Bug völlig unter Wasser und eine Vorwärtsbewegung nicht mehr möglich war. Der Kommandant erkannte, dass er allenfalls sein Schiff vor Tsushima als Batterie auf Grund setzen könne und versuchte, den Strand rückwärts fahrend zu erreichen. Um 6:00 Uhr musste er aber die Maschinen abstellen, da das Wasser alle unteren Räume erreichte. Die beschädigte Wladimir Monomach passierte die Sissoi Weliki, ohne Hilfe leisten zu können.
Um 7:20 Uhr am 28. Mai entdeckten die bewaffneten japanischen Hilfsschiffe Shinano Maru, Dainan Maru und Yawato Maru das treibende Linienschiff. Der Kommandant Oserow erbat Hilfe für sein sinkendes Schiff. Die Japaner verlangten eine Kapitulation und Oserow ließ eine Weiße Flagge setzen. Yawato Maru nahm die Verfolgung der Wladimir Monomach auf, während die beiden anderen Schiffe die Einbringung der Sissoi Weliki versuchten. Eine um 8:15 Uhr an Bord gegebene Bergungsmannschaft setzte eine japanische Flagge, erkannte aber schnell, dass ein Abschleppen des Linienschiffes nicht mehr möglich war. Unter Mitnahme ihrer Flagge räumten die Japaner das Schiff und nahmen 613 Russen als Gefangene an Bord. Um 10:05 Uhr kenterte die Sissoi Weliki und sank mit russischer Flagge.
Die Schlacht hatte an Bord der Sissoi Weliki 59 Tote und 66 Verletzte gefordert. Von den etwa 30 Schwerverwundeten, die von den Japanern gerettet wurden, erlagen mindestens fünf an den Folgetagen ihren Verletzungen.

118 Männer des Schiffes erhielten nach Rückkehr das Georgskreuz, eine russische Tapferkeitsauszeichnung. Der Kommandant Oserow erhielt die Militärfassung des Orden des Heiligen Wladimir und schied 1909 als Konteradmiral aus.